# السفارة الفارسية الثانية إلى أوروبا (1609-1615)

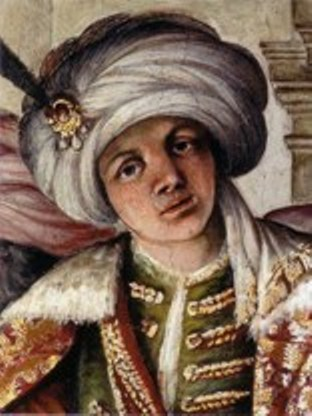
صورة جصية لروبرت شيرلي كسفير للفرس أثناء زيارة البابا بولس الخامس، سالا دي كورازيري، في قصر كويرينال في روما. رسمت في 1615-1616..

## السفارة الفارسية إلى أوروبا (1609-1615)
أرسلت الدولة الصفوية للمرة الثانية سفارة إلى أوروبا من قبل الشاه عباس الأول الصفوي في عام 1609 للحصول على تحالف مع أوروبا ضد الدولة العثمانية وللحصول على اتفاقات تجارية كذلك، خاصة بعد فشل السفارة الفارسية الاولى إلى أوروبا (1599-1602) وكان على رأس السفارة الإنكليزي روبرت شيرلي.

## خلفية
وكان الصفويون في حالة حرب مع الدولة العثمانية لأكثر من قرن من الزمان، ولذا قررت الدولة الصفوية الحصول على مساعدة أوروبية ضد العثمانيين لوضعهم بين طرفيي كماشة. بالإضافة إلى العداء الإقليمي بين الدولة العثمانية والفارسية، كان هناك أيضا العداء الديني القوي حيث أعلن الصفويون التشيع ضد الأسلام السني في الدولة العثمانية. حاولت هذه الجهود الفارسية في التقارب مع أوروبا الكاثوليكية (الامبراطورية الهابسبورغية في النمسا، إيطاليا وإسبانيا)، لأضعاف الدولة العثمانية، وجاء في الوقت الذي كان فارس في صراع مباشر ضد الدولة العثمانية في الحرب العثمانية الصفوية (1603-1618). وحدثت هذه السفارة الفارسية بين عامي 1599-1602.

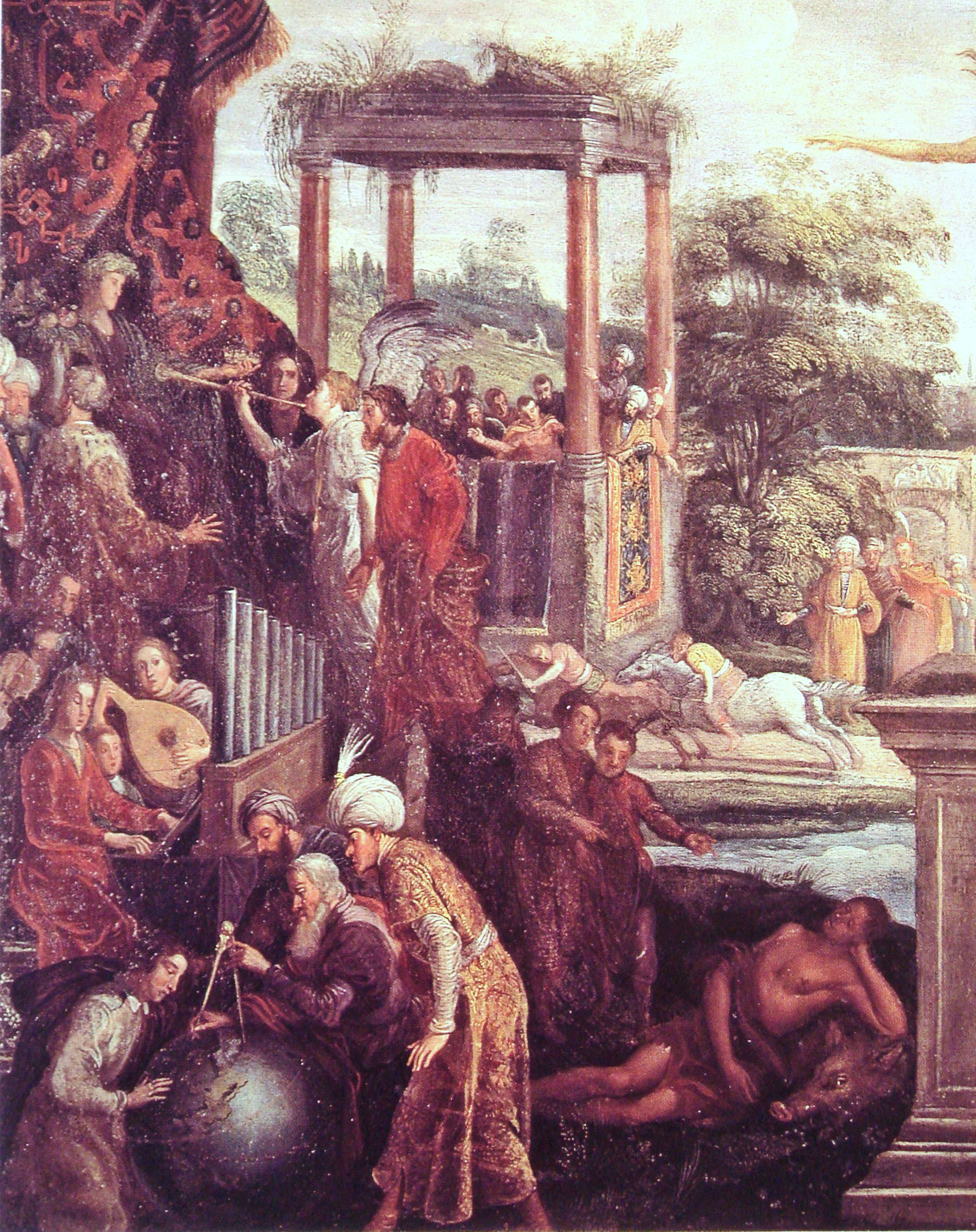
تقديم عباس الأول الصفوي باعتباره القيصر الجديد كما كرم من قبل أبواق الشهرة، جنبا إلى جنب مع السفارة الفارسية،
Allégorie de l'Occasion, Frans II Francken, 1628

## السفارة
ذهبت إلى السفارة إلى كراكوف، براغ، فلورنسا، روما، مدريد، لندن، وعادت إلى بلاد فارس عبر الهند المغولية. شيرلي نال اهتماما كبيرا في هذه البلدان، التي كانت في صراع منتظم مع الدولة العثمانية. الاستقبال في كراكوف كان ممتازا وفي براغ، حيث كان تكريم وتوسيم شيرلي. وكرم بلقب كونت بلاتين الأمبراطورية الرومانية المقدسة من قبل رودولف الثاني في 1609. ثم تابع إلى فلورنسا وميلانو وروما، حيث استقبله البابا بولس الخامس. ثم تابع إلى إسبانيا.
في عام 1611، وصلت السفارة بقيادة شيرلي إنجلترا، لكنه لقي معارضة من قبل شركة المشرق العربي لأي تحالف مع الفرس، حيث كانت لها مصالح قوية مع العثمانيين.
ثم عاد إلى بلاد فارس شيرلي عن طريق البحر، عن طريق رأس الرجاء الصالح ثم إلى الهند، عند مصب نهر السند، والهرب من محاولة لاغتياله من قبل البرتغاليين. عاد أخيرا إلى أصفهان مع زوجته في 1615 ,لم يكن الجميع في البلاط الصفوي سعداء برؤية الرجل الأنكليزي حيث أن جميع مرافقيه ماتوا خلال مؤامرة لتسميمهم و لم ينجوا إلا هو و زوجته.

## النتائج

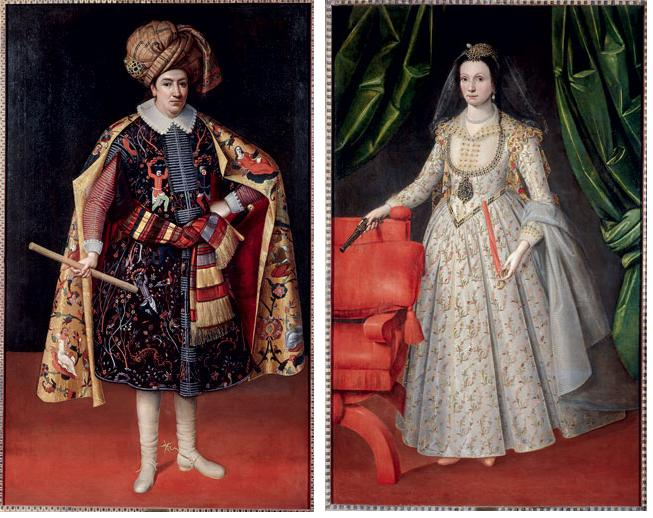
روبرت شيرلي وزوجته الشركسية تيريسيه .1624-1627 روبرت شيرلي قام بتحديث الجيش الفارسي، وقيادة السفارة الصفوية عام 1609-1615 إلى أوروبا.
.

في عام 1616، تم التوصل إلى اتفاقية للتجارة بين شركة الهند الشرقية البريطانية و الشاه عباس و فيعام 1622 قوة مشتركة أنجلو فارسية مشتركة طردت التجار البرتغاليين والإسبان من الخليج العربي وفتح جزير هرمز في جنوب الخليج العربي.
في 1624، قاد روبرت شيرلي سفارة أخرى إلى إنجلترا من أجل الحصول على الاتفاقات التجارية.